# Zeyrek ile Çeyrek
Zeyrek ile Ceyrek war eine türkische Fernsehserie und ein Spin-off von Filinta. Die Serie wurde vom 18. Juni 2015 bis zum 24. September 2015 bei TRT 1 ausgestrahlt, insgesamt waren 29 Episoden in einer Staffel zu sehen. Die Komödie spielt in den 1860er Jahren in Istanbul. In den Hauptrollen sind İsmail Hacıoğlu, Funda Bostanlik, Kemal Zeydan, Pelin Öztekin und Serhan Ernak zu sehen.

## Handlung
Zeyrek (Kemal Zeydan) und Çeyrek (Serhan Ernak), die Beamte einer Polizeistation sind, leben in der Villa ihrer Schwiegermutter Saadet (Mine Teber) und sind mit ihrem Leben zufrieden. Zeyrek und Çeyrek sind keine brillanten Offiziere. Ihr Vorgesetzter kümmert sich nicht mehr um die Situation vor Ort und gibt den beiden Offizieren nur noch einfache Aufgaben. Trotz aller Umstände lieben Zeyrek und Çeyrek ihre Berufe und ihre Familien. Aber ihr Glück hält nicht lange an, denn die wahren Probleme kommen mit ihrem Bruder Meftun (İsmail Hacıoğlu), der von der schönen Sadenur (Funda Bostanlik) angehimmelt wird.

## Besetzung

### Hauptdarsteller
| Schauspieler    | Rollenname | Hauptrolle (Folgen) |
| İsmail Hacıoğlu | Meftun     | 1.01–1.29           |
| Funda Bostanlik | Sadenur    | 1.01–1.29           |
| Kemal Zeydan    | Zeyrek     | 1.01–1.29           |
| Pelin Öztekin   | Semanur    | 1.02–1.29           |
| Serhan Ernak    | Çeyrek     | 1.01–1.29           |

### Nebendarsteller
| Schauspieler  | Rollenname | Nebenrolle (Folgen) |
| Ayşen Batıgün | Elanur     | 1.01–1.29           |
| Toygun Ateş   | İbrahim    | 1.01–1.29           |
| Mine Teber    | Saadet     | 1.01–1.29           |
| Suat Sungur   | Faysal     | 1.01–1.29           |
| Zeyno Eracar  | Semaver    | 1.02–1.29           |